# Ada oder Das Verlangen
Ada oder Das Verlangen ist ein im Jahre 1969 veröffentlichter Roman von Vladimir Nabokov.
Ada begann im Jahre 1959 zu entstehen, als Nabokov mit zwei Projekten liebäugelte: Die Textur der Zeit und Briefe aus Terra. 1965 begann er eine Verbindung zwischen diesen beiden Ideen zu sehen und bildete schließlich von Februar 1966 bis Oktober 1968 einen Roman, der sie beide vereinigte. Die veröffentlichte Kumulation sollte sein längstes Werk werden. Ada wurde von den Kritikern anfänglich mit gemischten Gefühlen aufgenommen.

## Inhalt
Ada erzählt die Lebensgeschichte Van Veens und berichtet von seiner lebenslangen Liebesbeziehung mit seiner Schwester Ada. Als sie sich mit jeweils 11 (Ada) und 14 (Van) Jahren treffen, glauben sie, Vettern zu sein, genauer gesagt: dass ihre Väter Vettern seien und ihre Mütter Schwestern, und gehen eine sexuelle Beziehung ein. Später entdecken sie, dass Vans Vater auch Adas Vater ist und ihre Mutter auch Vans Mutter.
Die Geschichte verfolgt die zahlreichen Unterbrechungen und Wiederaufnahmen ihrer Beziehung. Beide sind wohlhabend, gebildet und intelligent. Van wird mit der Zeit ein renommierter Psychologe und der Roman selbst wird zu seinen Memoiren. Diese verfasst er in seinen 90ern, sie sind unterbrochen von seinen Randnotizen, wie auch von denen Adas und eines namenlosen Herausgebers, wodurch suggeriert wird, dass das Manuskript nicht vollständig sei.
Der Roman ist fünfgeteilt, wobei jeder Teil ungefähr die Hälfte der Länge des vorangegangenen Teiles hat. Da die Teile chronologisch voranschreiten, ruft diese Struktur den Eindruck einer Person hervor, die über ihre eigenen Erinnerungen sinniert, wobei die Adoleszenz von epischer Länge ist, obschon andere Jahre sehr kurz abgehandelt werden. Eine grobe Einschätzung der in jedem Teil behandelten Jahre ist unten in den Klammern angegeben, doch des Erzählers Gedanken geraten oftmals außerhalb der genannten Zeiträume.

## Hintergrund
Die Geschichte spielt sich im späten 19. Jahrhundert einer alternativen Version unserer Erde ab, welche Demonia oder Antiterra genannt wird. Antiterra ist der Erde geographisch zumindest größtenteils gleich und hat eine ähnliche Geschichte, doch sie unterscheidet sich in einigen Aspekten deutlich von unserer Welt. Zum Beispiel erfassen die Vereinigten Staaten den gesamten amerikanischen Raum (welcher von afrikanischen Seefahrern entdeckt wurde). Dort haben sich jedoch in großem Maße Russen niedergelassen, sodass das heutige Nord-Kanada eine russischsprachige Provinz ist, genannt „Estoty“, und das südliche Kanada eine französischsprachige Provinz namens „Canady“ ist. Die drei Sprachen sind in Nordamerika gleichermaßen weit verbreitet.
Russland selbst und ein großer Teil Asiens sind Teil des Imperiums von Tartarien, während das Wort „Russland“ einfach ein „veraltetes Synonym“ für Estoty ist. Das Britische Imperium, welches Europa und Afrika größtenteils einschließt, wird von einem gewissen König Viktor regiert. Die Aristokratie ist noch weit verbreitet, doch manch eine Technologie befindet sich auf dem Status des 21. Jahrhunderts. Jedoch ist Elektrizität seit ihrer Entdeckung fast vollkommen verbannt worden, aufgrund eines Ereignisses, das man „das L-Desaster“ nennt, sodass Flugzeuge und Autos existieren, das Fernsehen und das Telefon hingegen nicht, oder sie werden durch ähnliche Apparate, die mit Wasserantrieb funktionieren, ersetzt. Der Hintergrund ist daher eine komplexe Mischung aus Russland und Amerika im 19. und 20. Jahrhundert.
Zusätzlich glaubt man auf Antiterra größtenteils an eine Zwillingswelt, genannt Terra. Dies äußert sich durch eine Art von Rand-Religion oder Massenhalluzination. Der Name „Antiterra“ könnte ein Rückschluss hieraus sein, da der Planet an sich „Demonia“ heißt. Eine von Vans frühen Fachgebieten als Psychologe ist die Recherche und Zusammenarbeit mit Menschen, die glauben, mit Terra in Verbindung zu stehen. Terras vermeintliche Geschichte scheint, soweit sie erläutert wird, die der tatsächlichen Welt zu sein: das heißt, die Charaktere des Romans träumen von oder halluzinieren über die reale Welt.
Die zentralen Charaktere sind allesamt Mitglieder der nordamerikanischen Aristokratie und hauptsächlich von russischer und irischer Abstammung. Demenity (genannt Demon) Veen ist Daniel Veens Cousin ersten Grades. Sie heiraten ein paar Zwillingsschwestern, jeweils Aqua und Marina, welche gleichzeitig ihre Cousinen zweiten Grades sind. Demon und Aqua ziehen einen Sohn auf, Ivan (genannt Van), Dan und Marina zwei Töchter, Ada und Lucette. Die Geschichte beginnt, als Van im Alter von 14 Jahren einen Sommer mit seinen Cousinen, je 12 und 8, verbringt.

## Teil 1: 43 Kapitel (1863–1888)
Die ersten vier Kapitel bieten eine Art inoffiziellen Prolog und bewegen sich dabei in der Chronologie der Schilderung flink  vor und zurück, behandeln jedoch hauptsächlich die Ereignisse zwischen 1863 und 1884, als die Geschichte eigentlich ihren Lauf nimmt. Die Kapitel stellen Van und Ada beim Entdecken ihres wahren Verwandtschaftsgrades, Demons und Marinas Affäre, Aquas Abstieg in den Wahnsinn und ihre Obsession mit Terra und Wasser, und Vans erste Liebe, ein Mädchen, das er in einem Antiquitätengeschäft sieht, jedoch niemals anspricht, dar. Manche betrachten die ersten vier Kapitel als vorsätzlich schwierig zu verstehen. Die Kapitel 4 bis 43 befassen sich größtenteils mit Vans Adoleszenz und seinen ersten Treffen mit seiner „Cousine“ Ada, mit Fokus auf die beiden Male, in denen er den Sommer mit ihr (und ihrer „Schwester“ Lucette) in Ardis Hall, dem Heim ihrer Ahnen, verbringt, nämlich 1884 und 1888.
Im Jahr 1884 verlieben sich Van und Ada leidenschaftlich und ihre Affäre ist gekennzeichnet von einem mächtigen Gefühl der romantischen Erotik. Das Buch beginnt mit ihrer Entdeckung, dass sie tatsächlich nicht Cousins, sondern Bruder und Schwester sind. Diese Passage ist offenkundig schwierig, zumal keiner von beiden die Folgerung, zu der sie gekommen sind, explizit ausspricht und diese auch später im Text nur angedeutet wird. Obwohl Adas Mutter ein Hochzeitsfoto vom August 1871 aufbewahrt, 11 Monate vor Adas Geburt, finden sie auf dem Dachboden in einer Schachtel eine Zeitungsmeldung, welche die Hochzeit auf den Dezember des Jahres 1871 datiert. Zudem finden sie Beweise dafür, dass Dan an jenem Frühling im Ausland gewesen war. Daher ist er nicht Adas Vater.
Zusätzlich finden sie ein mit Anmerkung versehenes Blumenalbum, das Marina in den Jahren 1869–70 besaß, in dem auf sehr indirekte Art und Weise angedeutet wird, dass sie schwanger und in einem Sanatorium war, zur selben Zeit wie Aqua; dass ihr Demon am Tag von Vans Geburt 99 Orchideen zukommen ließ; und, dass Aqua aufgrund eines Skiunfalls eine Fehlgeburt hatte. Später stellt sich heraus, dass Marina das Kind ihrer Schwester als Ersatz für das verlorene gab – also ist sie in Wahrheit Vans Mutter – und dass ihre Affäre mit Demon bis zu Adas Zeugung andauerte. Dies macht Lucette (das Kind Dans und Marinas) die Gebärmutterhalbschwester der beiden.
Diese Sektion endet mit Vans Aufdeckung von Adas Untreue und seiner darauf folgenden Flucht aus Ardis Hall, um Rache an jenen „Rivalen“ zu üben, die er namentlich kennt: Phillip Rack, Adas älterer und charakterschwacher Musiklehrer, und Percy de Prey, ein eher rüpelhafter Nachbar. Van wird durch einen zufälligen Disput mit einem Soldaten namens Tapper, welchen er zum Duell herausfordert und durch welchen er verwundet wird, abgelenkt. Im Krankenhaus trifft er auf Phillip Rack, welcher im Sterben liegt, weshalb Van sich nicht dazu durchringen kann, Rache an ihm zu üben. Er erfährt dann, dass Percy de Prey in Antiterras’ Version des anhaltenden Krimkriegs erschossen worden ist. Van zieht zu Cordula de Prey, Percys Cousine, nach Manhattan, während er noch genest. Sie haben eine oberflächliche körperliche Beziehung, welche für Van eine Atempause von der Belastung, die seine Gefühle für Ada darstellen, bedeutet.

## Teil 2: 11 Kapitel (1888–1893)
Van vertieft sich in sein Studium der Psychologie und besucht des Öfteren die „Villa-Venus“-Etablissements, Bordelle für die Oberklassen. Im Herbst 1892 überreicht ihm Lucette, die ihm zuvor in einem Brief ihre Liebe gestanden hat, einen Brief von Ada, in dem sie ankündigt, dass sie von Adrey Vinelander, einem wohlhabenden Russen, einen Heiratsantrag erhalten hat. Sollte Van sie einladen wollen, bei ihm zu leben, wird sie den Antrag ablehnen. Van tut dies und sie beginnen, zusammen zu wohnen.
Im Februar 1893 erscheint Demon, ihr Vater, mit der Nachricht, dass sein Cousin (Adas vermeintlicher Vater) Dan gestorben ist, infolge einer Periode von Exposition, verursacht dadurch, dass er während fürchterlichen Halluzinationen unbekleidet in den Wald in der Nähe seines Hauses rannte. Als er die Situation betreffend Van und Ada erfasst, erklärt er Van, dass Ada glücklicher wäre, wenn er „sie aufgäbe“ und außerdem, dass er Van als Sohn verlieren würde, wenn er dies nicht täte. Van fügt sich, verschwindet und versucht Selbstmord zu begehen, welcher jedoch misslingt, da seine Waffe nicht feuert. Er verlässt schließlich ihr Apartment in Manhattan.

## Teil 3: 8 Kapitel (1893–1922)
Da Ada Andrey Vinelander geehelicht hat, beschäftigt sich Van mit Reisen und seinen Studien, bis 1901, als Lucette wieder in England erscheint. Sie lässt für sich eine Reise nach Amerika auf der Tobakoff buchen, demselben Schiff, mit dem Van reist. Sie versucht, ihn auf der Durchfahrt zu verführen, dieser Plan wird jedoch durch Adas Erscheinen als Schauspielerin in dem Film, den sie gemeinsam im Kino des Schiffes ansehen, vereitelt. Nachdem Van sie davon abhält, in seine Kabine zu kommen, indem er sagt, er habe bereits eine andere Frau bei sich, nimmt Lucette eine hohe Zahl an Schlaftabletten ein und begeht Selbstmord  indem sie sich vom Deck des Schiffes in die Fluten des Atlantiks stürzt.
Im März 1905 stirbt Demon in einem Flugzeugunfall.
Später im Jahre 1905 kommen Ada und Andrey als Teil einer Gesellschaft, die versucht Lucettes Vermögen, das auf zahlreiche Banken verteilt ist, aufzudecken, in der Schweiz an. Van trifft sie und zusammen entwerfen Ada und er einen Plan, damit sie ihren Gatten verlässt und mit Van lebt. Da sowohl Marina als auch Demon nun verstorben sind, halten sie einen solchen Plan für möglich. Indes erkrankt Andrey während ihres Aufenthaltes in der Schweiz an Tuberkulose und Ada beschließt, dass sie ihn nicht verlassen kann, bis er geheilt ist. Van und Ada trennen sich, und Andrey erliegt 17 Jahre später seiner Krankheit. Nach seinem Tode fliegt Ada zurück in die Schweiz, um sich mit Van zu vereinen.

## Teil 4: Nicht unterteilt (beziehungsweise 1 Kapitel) (1922)
Dieser Teil besteht aus Vans Lesung von Die Textur der Zeit, welche er nun, auf der Reise in die Schweiz, transkribiert, nachdem er sie auf einem Diktiergerät festgehalten hatte. Die Transkription ist dann verändert worden, sodass sie sich mit der Beschreibung von seinem Treffen mit Ada vermischt. Dieser Teil des Romans ist bemerkenswert selbst-reflexiv und wird oft als der „schwierige“ Teil des Romans bezeichnet, wobei manche Kritiker sogar behaupten, sie wünschten Nabokov hätte ihn vollkommen ausgelassen. Umgekehrt könnte man argumentieren, dass der Teil eine der potentesten Beschwörungen eines der Hauptthemen des Romans ist, nämlich der persönlichen Erfahrung von Zeit für das eigene Gefühl von Existenz.
Am Ende dieses Abschnittes vereinigen sich Van und Ada, um als Mann und Frau zu leben.

## Teil 5: 6 Kapitel (1922–1967)
Dieser Abschnitt des Romans ist derjenige, der am deutlichsten im Jahre 1967 stattfindet, als Van seine Memoiren vollendet. Er beschreibt seine Zufriedenheit, seine Beziehung zu seinem Herausgeber und seiner Assistentin, die Verwüstung seines Körpers durch die Zeit und die anhaltende Gegenwart von und Liebe zu Ada. Diese Schilderung ist durchsetzt mit Anmerkungen zu mehreren Ereignissen, die seit 1922 geschehen sind. Als der Krebs sich in ihm schmerzvoll entwickelt, hört Van auf sein im Wesentlichen vollständiges, jedoch nicht gänzlich poliertes Werk zu korrigieren und begeht mit Ada gegenseitige Euthanasie, sie „sterben in das vollendete Buch hinein, hinein in Eden oder Hades …“